# Повстання Марітца
Повстання Марітца (афр. і нід. Maritz-rebellie; англ. Maritz Rebellion) або Повстання п'яти шилінгів (англ. Five Shilling Rebellion), Бурське повстання, Третя бурська війна, Повстаннія 1914 (Die Rebellie van 1914) — повстання африканерів у Південній Африці, що відбулося у 1914 р. на початку Першої світової війни, яке ставило за мету відновлення старих бурських республік (Республіки Оранжева і Республіки Трансвааль). Воно було спрямоване проти уряду Південно-Африканського Союзу. Багато членів уряду самі були бурськими військовими, які брали участь у Другій англо-бурській війні, билися з повстанцями Марітца. Повстання зазнало поразки, а призвідники отримали великі штрафи і терміни ув'язнення.

## Передумови
Після англо-бурської війни всім бурським солдатам було запропоновано підписати зобов'язання, що вони будуть дотримуватися умов миру. Таких, як Деніс Райтц, що відмовилися було вигнано з Південної Африки. Протягом наступного десятиліття багато повернулися додому, і не всі з них підписали зобов'язання після повернення. Після англо-бурської війни бурів, які билися до кінця називали «bittereinders» («запеклі твердолобі»); на момент повстання, тих, хто не склав присягу і захотів почати нову війну також стали іменувати «запеклими твердолобими».
Німецький журналіст, який взяв інтерв'ю у колишнього бурського генерала Джеймса Герцога для Tägliche Rundschau писав: Герцог вважає, що плід трирічної боротьби бурів є те, що їхня свобода, у вигляді Південно-Африканської Республіки впаде до їхніх рук, як тільки Англія вступить у війну на континенті.
Перефразовуючи ірландських націоналістів «нещастя Англії є перспективи запеклих твердолобих» і їхніх прихильників, що очікували війни Англії з Німеччиною, давнім їх прихильником.

## Початок Першої світової війни
Спалах військових дій в Європі в серпні 1914 року давно чекали, і уряд Південно-Африканського Союзу був добре обізнаний про значення спільного кордону Південної Африки з німецької колонією в Південно-Західній Африці. Прем'єр-міністр Луїс Бота інформував Лондон, що Південна Африка може захистити себе, і що імперський гарнізон міг би вирушити у Францію. Коли британський уряд запитав Боту чи його війська зможуть вторгнутися у німецьку Південно-Західну Африку, той відповів, що так.
Південноафриканські війська були розміщені на кордоні між двома країнами під командуванням генерала Генрі Лукіна і підполковника Мані Марітца на початку вересня 1914 року. Незабаром після цього, інші загони зайняли німецький порт Людерітц.

## Хід повстання
Коли уряд Південної Африки запропонував вторгнутися в німецькій колонії, головнокомандувач Союзних Сил оборони генерал Крістіан Бейерс подав у відставку, пишучи: «Прикро, що війна ведеться проти варварства німців. Ми простили, але не забули звірств, здійснюваних у нашій країні під час південноафриканської війни ", посилаючись на звірства, скоєні під час Другої англо-бурської війни. Призначений сенатор, генерал Коос де ла Рай, який відмовився підтримати уряд у парламенті з цього питання, відвідав Бейерса. 15 вересня вони вирушили разом, щоб відвідати Основний Табір у Почефструмі, що мав великий склад зброї і загін з 2000 чоловіків, які тільки що закінчили навчання. Багато з них з симпатією ставилися до ідеї повстання.
Хоча мета їхнього візиту не була відомою, уряд Південної Африки вважав його спробою спровокувати повстання, як зазначено в урядовій "Блакитні книзі з повстання. За словами генерала Бейерс було обговорено плани для одночасної відставки провідних армійських офіцерів, як протест проти дій уряду і проти того, що відбулося у Великій Британії два роки тому під час інциденту Куррага, коли розглядали ірландський білль про самоуправління. По дорозі на зустріч був випадково застрелений Де ла Рай поліцейським поблизу блокпоста, створеного для пошуку банди Фостера. На його похороні, однак, багато африканерських патріотів вірили і розповсюджували чутки, що це уряд вчинив вбивство, що додало масла у вогонь. Підігрівали ситуацію суперечливі пророцтва Сінера фан Ренсбурга.
Генерал Марітц, який був керівником загонів збройних сил Союзу на кордоні з німецькою Південно-Західною Африкою, вступив у союз з німцями та звернувся з відозвою від імені тимчасового уряду, в якій говорилося, що "колишні Південно-Африканська Республіка і Оранжева Вільна держави, а також Капська провінція і Наталь оголошуються вільними від британського контролю і стають незалежною, а кожен білий житель у зазначених областях, незалежно від національності, закликається взяти зброю в свої руках і реалізувати давній ідеал вільної і незалежної Південної Африки ". Було оголошено, що генерали Бейерс, де Вет, Марітц, Кемп і Безойденгут повинні були бути першими керівниками цього тимчасового уряду. Сили Марітца окупованих Кеймус в області Упінгтон. Лайденбурзькі загони під командуванням генерала де Вета оволоділи містом Гейлброн, підірвали поїзд і захопили урядові склади боєприпасів. Деякі з поважних громадян області приєдналися до нього і до кінця тижня він мав вже 3000 чоловік. Бейерс також зібрав сили в Махалісберзі. Загалом близько 12 тисяч повстанців згуртувалися для спільної справи. Іронія була в тому, що генерал Луїс Бота мав близько 32 000 війська для боротьби з повстанцями, а 32 000 близько 20 000 були африканерами.
Уряд оголосив воєнний стан 14 жовтня 1914 р., і силами, лояльними до уряду під командуванням генерала Луїс Бота і Яна Смутс приступив до знищення повстанців. Генерал Марітца був розбитий 24 жовтня і зник з німцями. Загони Беєрса були атаковані і були розбиті 28 жовтня, після чого Беєрс об'єднав сили з Кемпом, але потонув в річці Вааль 8 грудня. Генерал де Вет був захоплений у Бечуаналенді, а генерал Кемп, перетнувши пустелю Калахарі, втратив 300 осіб з 800 і більшу частину коней, подолавши 1100 кілометрів протягом місяця, приєднався до Марітца, що вже перебував у німецькій Південно-Західній Африці. Але все ж повернувся приблизно через тиждень, і здався 4 лютого 1915 р.

## Наслідки
Після того, як повстання Марітца було придушене, південноафриканська армія продовжувала бойові дії у німецькій Південно-Західній Африці і перемогла німецьку армію у липні 1915 р.
Порівняно з долею провідних ірландських повстанців Пасхального повстання в 1916 році, провідникам повстання все зійшло з рук порівняно легко. Їх позбавлено волі на строки від шести до семи років і оштрафовано. Два роки по тому вони були звільнені з тюрми, після того, як Луїс Бота визнав значення примирення. Після цього, «запеклі твердолобі» зосередилися на роботі в рамках конституційної системи і створили Національну партію, яка домінуватиме в політиці Південної Африки від кінця 1940-х років до початку 1990-х років, коли система апартеїду зародилася і занепала.